# Belyta
Belyta is een geslacht van vliesvleugelige insecten uit de familie Diapriidae.

## Soorten
- B. abrupta Thomson, 1859
- B. acuminata Zetterstedt, 1840
- B. acuta Kieffer, 1909
- B. analis Thomson, 1859
- B. armata Kieffer, 1907
- B. bicolor Jurine, 1807
- B. boleti Nees, 1834
- B. borealis Whittaker, 1931
- B. breviscapa Buhl, 1998
- B. carinifrons (Kieffer, 1909)
- B. comitans Masi, 1933
- B. congener (Zetterstedt, 1840)
- B. cordata Wall, 1993
- B. depressa Thomson, 1859
- B. elegans Kieffer, 1909
- B. elongata Thomson, 1859
- B. elongator (Zetterstedt, 1840)
- B. excisor (Zetterstedt, 1840)
- B. femoralis Nees, 1834
- B. fusca (Zetterstedt, 1840)
- B. fuscicornis Nees, 1834
- B. germanica Kieffer, 1912
- B. hanseni Buhl, 1996

- B. incisa (Zetterstedt, 1840)
- B. insignis (Kieffer, 1909)
- B. lubrica Kieffer, 1907
- B. moniliata Cameron, 1887
- B. nixoni Macek, 1996
- B. norica Macek, 1996
- B. obscura Nees, 1834
- B. pedestris Kieffer, 1909
- B. pelias Nixon, 1957
- B. petiolaris Nees, 1834
- B. rugosicollis Kieffer, 1909
- B. sanguinolenta Nees, 1834
- B. seron Nixon, 1957
- B. subclausa (Kieffer, 1907)
- B. validicornis Thomson, 1859
- B. zetterstedti Dalla Torre, 1890